# Peperomia pinoi
Peperomia pinoi es una especie de planta de la familia Piperaceae. Es endémica del departamento de Huánuco, Perú.

## Distribución y hábitat

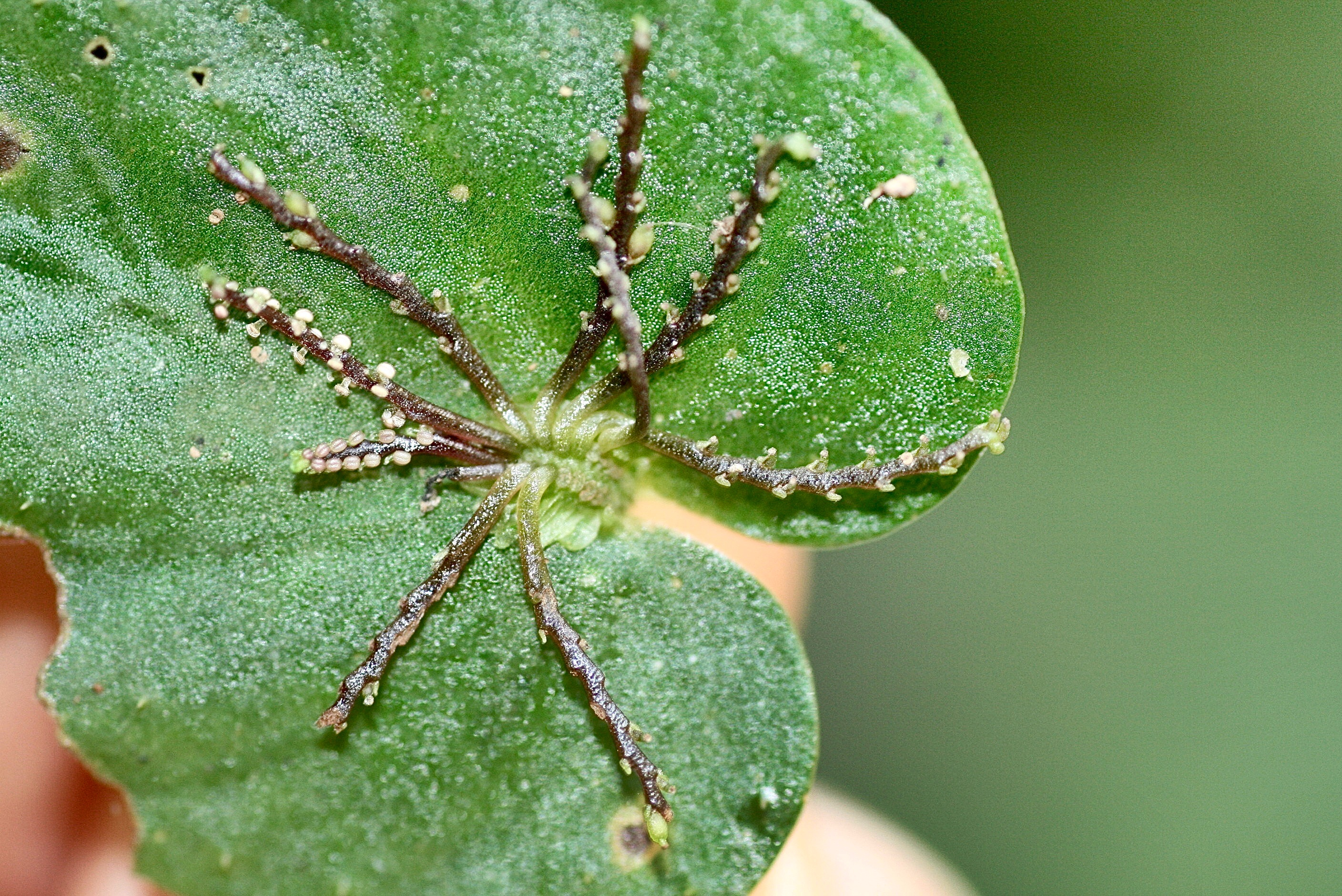
Detalle de la inflorescencia

Es nativa del departamento de Huánuco en Perú. La localidad tipo es Tingo María, provincia de Leoncio Prado, departamento de Huánuco, habita en áreas húmedas cerca de arroyos a unos 600 metros de altura.

## Taxonomía
Peperomia pinoi fue descrita por Guido Mathieu en Botanical Journal of the Linnean Society, 157 (2): 191 (-193; figs. 9-10) (2008).

### Etimología
Peperomia: que deriva de los vocablos griegos peperi: 'pimentero' y omoios: 'parecido', lo que quiere decir 'parecido al pimentero', ya que las características morfológicas son parecidas a las del género Piper, al que pertenece el pimentero.
pinoi: epíteto en honor a Guillermo Pino.